# Centro de Informações do Exterior
O Centro de Informações do Exterior (CIEX ou Ciex) foi um  serviço de informações introduzido na estrutura do Ministério das Relações Exteriores do Brasil (Itamaraty) e ligado ao Serviço Nacional de Informações (SNI). 
O CIEX foi criado em 1966, por iniciativa do diplomata brasileiro Manoel Pio Corrêa, que  idealizou  órgão enquanto servia no Uruguai. Posteriormente nomeado Secretário-Geral do Itamaraty (quando o chanceler era Juracy Magalhães), Correa redigiu a portaria secreta que criou o CIEx, em 1966, durante o governo Castelo Branco. De fato, o CIEX era tão secreto que nem constava da estrutura formal do  Itamaraty. A sua existência do só seria confirmada em 2007, na gestão do chanceler Celso Amorim, no segundo governo Lula. A constrangedora revelação coube à monumental série de reportagens produzida pelo repórter Cláudio Dantas Sequeira, do Correio Braziliense, que revelou a ação repressiva da primeira agência criada sob o amparo do SNI e do seu criador, o general Golbery do Couto e Silva.
Inicialmente, o secreto CIEx foi camuflado como Assessoria de Documentação de Política Exterior, ou simplesmente ADOC, com verba secreta e subordinado à Secretaria-Geral das Relações Exteriores. Dos primeiros anos da ditadura até 1975, funcionou dissimulado, como seu criador, na sala 410 do quarto andar do chamado “Bolo de Noiva”, o Anexo I do Palácio Itamaraty, em Brasília. Desmontado com a ditadura em 1985, o lugar hoje abriga a inofensiva Divisão de Promoção do Audiovisual. Vasculhando 20 mil páginas de documentos, com oito mil informes escondidos nos arquivos do CIEX, o repórter do Correio Braziliense apurou que, dos 380 brasileiros mortos ou desaparecidos durante o regime, os nomes de 64 das vítimas estavam lá, nas pastas secretas de Pio Corrêa. Atuando em linha com os adidos militares das embaixadas, a tropa civil dos adidos do CIEx foi decisiva na atuação do Brasil na Operação Condor.
Enquanto ao SNI cabia a coordenação e articulação de um denso sistema de informações e de contrainformação no âmbito nacional, de acordo com os princípios de segurança nacional e de combate ao inimigo interno, o CIEX atuava como uma linha  auxiliar,  monitorando a movimentação e as atividades de brasileiros no exterior - notadamente de militantes e políticos de oposição, considerados suspeitos de conspirar contra o regime. O CIEX trabalhou também com análises e monitoramento da política interna dos países vizinhos ao Brasil, principalmente Argentina, Chile e Uruguai, onde muitos brasileiros se encontravam exilados. Quando, nos anos 1970, uma onda de autoritarismo varreu a democracia do Cone Sul e muitos dos brasileiros exilados se transferiram para a Europa Ocidental, também as atividades de vigilância do CIEX se estenderam a vários países do continente europeu.
Ao longo das décadas de 1960 e 1970, o CIEX manteve, além de sua ligação original ao SNI, uma estreita colaboração com os serviços de inteligência do Exército, da Marinha e da Aeronáutica, a saber: o CIE, o Cenimar e o CISA.